# معاملة المثليين في ساو تومي وبرينسيبي
يواجه الأشخاص من المثليين والمثليات ومزدوجي التوجه الجنسي والمتحولين جنسياً (اختصاراً: LGBT) في ساو تومي وبرينسيبي تحديات قانونية واجتماعية لا يواجهها غيرهم من المغايرين جنسيا. يعد النشاط الجنسي المثلي بين الذكور وبين الإناث قانونيا في ساو تومي وبرينسيبي، لكن يواجه الأشخاص من مجتمع المثليين وصمة عار بين السكان. كما أن المنازل التي يعيش فيها الشركاء المثليون غير مؤهلة للحصول على نفس الحماية القانونية المتاحة للأزواج المغايرين، مع وجود عدة تقارير تتحدث عن مستوى عالي من التمييز والانتهاكات ضد مجتمع المثليين.
تعتبر ساو تومي وبرينسيبي من الدول الأفريقية القليلة التي وقعت على البيان المشترك بشأن إنهاء أعمال العنف وانتهاكات حقوق الإنسان ذات الصلة القائمة على التوجه الجنسي والهوية الجندرية في الأمم المتحدة، الذي يدين العنف والتمييز ضد مجتمع المثليين.

## قانونية النشاط الجنسي المثلي
بموجب القانون الجنائي لساو تومي وبرينسيبي الذي دخل حيز التنفيذ في نوفمبر 2012، يعتبر النشاط الجنسي المثلي قانونيا. يعتبر السن القانونية للنشاط الجنسي بغض النظر على أساس التوجه الجنسي والجندر.

## الاعتراف القانوني بالعلاقات المثلية
لا تعترف ساو تومي وبرينسيبي بزواج المثليين أو الاتحادات المدنية أو الشراكات المنزلية.

## الحماية من التمييز
لا توجد حماية قانونية ضد التمييز على أساس التوجه الجنسي أو الهوية الجنسية.

## الرأي العام
وجد استطلاع عام 2016 أن 46% من سكان ساو تومي وبرنسيبي يرغبون أو لا يمانعون في أن يكون لديهم جار مثلي الجنس.

## ملخص
| قانونية النشاط الجنسي المثلي                                                                  | (منذ عام 2012)                      |
| المساواة في السن القانوني للنشاط الجنسي                                                       | (منذ عام 2012)                      |
| قوانين مكافحة التمييز في التوظيف                                                              | No                                  |
| قوانين مكافحة التمييز في توفير السلع والخدمات                                                 | No                                  |
| قوانين مكافحة التمييز في جميع المجالات الأخرى (تتضمن التمييز غير المباشر، خطاب الكراهية)      | No                                  |
| قوانين مكافحة أشكال التمييز المعنية بالهوية الجندرية                                          | No                                  |
| زواج المثليين                                                                                 | No                                  |
| الاعتراف القانوني بالعلاقات المثلية                                                           | No                                  |
| تبني أحد الشريكين للطفل البيولوجي للشريك الآخر                                                | No                                  |
| التبني المشترك للأزواج المثليين                                                               | No                                  |
| يسمح للمثليين والمثليات ومزدوجي التوجه الجنسي والمتحولين جنسيا بالخدمة علناً في القوات المسلحة | No                                  |
| الحق بتغيير الجنس القانوني                                                                    | No                                  |
| علاج التحويل محظور على القاصرين                                                               | No                                  |
| الحصول على أطفال أنابيب للمثليات                                                              | No                                  |
| الأمومة التلقائية للطفل بعد الولادة                                                           | No                                  |
| تأجير الأرحام التجاري للأزواج المثليين من الذكور                                              | (غير قانوني للأزواج المغايرين كذلك) |
| السماح للرجال الذين مارسوا الجنس الشرجي التبرع بالدم                                          | No                                  |